# Pedro Montengón

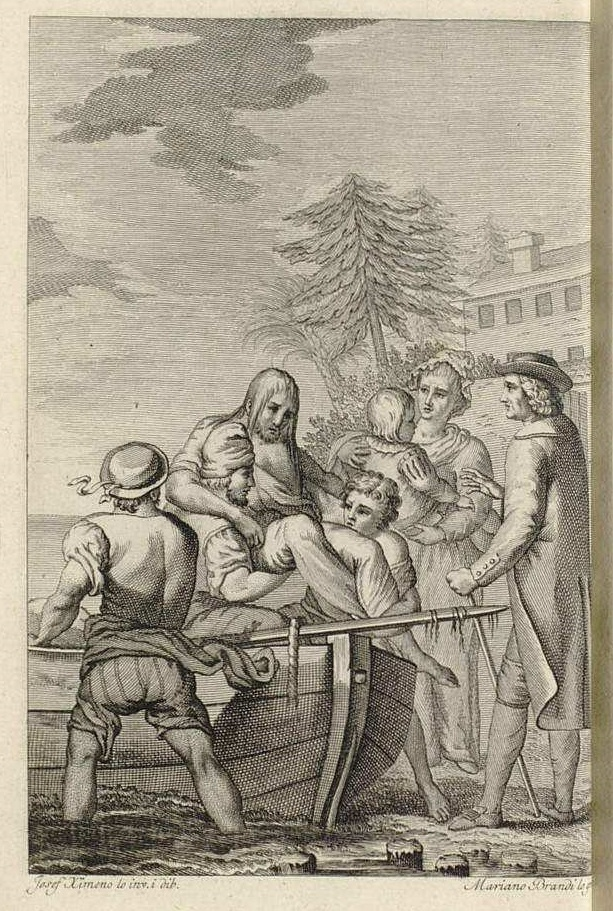
Eusebio. Grabado de Mariano Brandi por dibujo de José Ximeno, ilustración para la edición de Antonio Sancha, Madrid, 1786/1788. Biblioteca Nacional de España.

Pedro Montengón y Paret (Alicante, 17 de julio de 1745 - Nápoles, 14 de noviembre de 1824) fue un escritor (poeta, narrador, dramaturgo y traductor) exjesuita español de la Ilustración y disidente, que salió en 1767 a Italia.

## Trayectoria
De ascendencia francesa (sus abuelos paternos fueron los comerciantes franceses Juan Montengón y María Larraux, establecidos en Alicante), su padre, Pedro Montengón Larraux, casó en 1743 con Vienta Paret, unión de la que nacieron quince hijos, de los que el segundo fue el novelista que nos ocupa. Tuvo por padrinos a otros mercaderes franceses establecidos en Alicante. 
El 25 de noviembre de 1759, por deseo de sus padres, ingresa como novicio en la Compañía de Jesús en Valencia, donde tuvo como profesor a Antonio Eximeno. Dos años después, cumplido el noviciado, estuvo en el colegio de Tarragona; entre sus condiscípulos tuvo a Francisco Masdeu y Francisco Gusta, ilustres escritores también. Entre 1763 y 1765 estudia filosofía en Gerona. Sus superiores le encargaron la clase de gramática en Onteniente. 
Sobrevino entonces el decreto de Expulsión de los Jesuitas y el 20 de abril de 1767 se reunieron todos los jesuitas de la provincia de Aragón en Tarragona. Allí embarca para Italia (pese a que el decreto de expulsión no afectaba a los novicios de la orden). Sin embargo eso no fue precisamente por ortodoxia, como al parecer quiso indicar Gurmesindo Laverde, uno de sus primeros estudiosos, ya que por escritos autógrafos de Montengón se sabe que entró en la Compañía de Jesús por deseo expreso de sus padres y que salió de España porque el comisario Lorieri no atendió sus súplicas. 
Además, difundió contra la filosofía aristotélica predicada por ellos tales sátiras en hexámetros latinos en Italia (De tota Aristotelaeorum schola sermones quatuor ad Luc. Sextilium, Massiliae, 1770) que los jesuitas le tuvieron poco menos que por un hereje y como tal le acusaron ante los comisarios reales Pedro de la Torcada y Fernando Coronel, que le quitaron la pensión de la cual vivía. En esta sátira, seguramente con pie de imprenta falso, se ridiculiza el sistema de enseñanza jesuita citando los nombres de muchos de sus condiscípulos y maestros.
Sin embargo, marchó con sus compañeros expulsos a Ferrara, donde estudió Teología y, dos años más tarde, se secularizó. Tras la publicación de su citada sátira, las protestas hicieron que se le retirara la pensión como exjesuita, aunque por breve tiempo. En Ferrara hizo amistad con otro importante ilustrado, Juan Andrés, y Carlos III dobló su pensión en atención a sus méritos literarios. De 1778 son sus Odas, firmadas con el pseudónimo de Filopatro. 
Eusebio (1786-88) es una novela educativa que apareció en cuatro partes de cinco libros cada una. Denunciada a la Inquisición en 1799, la obra pasó por un proceso a causa del cual tuvo que reescribirla y publicar una edición enmendada en 1807-1808. 
El año de su matrimonio, Montengón publica Antenor (1788), obra antibelicista inspirada en la Eneida de Virgilio y en el Telémaco de Fénelon. Al año siguiente, concluye Eudoxia, hija de Belisario (1793), relatando en seis libros los amores de ésta con Maximio, entre discursos alusivos a la tesis que defiende el autor, bien moderna y que le llevó a escribir este libro: el interés por la educación de las mujeres en igualdad con los hombres. Montegón sostiene una tesis contraria a la de Rousseau, pretende que las mujeres tienen igual capacidad y han de recibir instrucción general. 
En 1790 lo encontraremos en Venecia. Publica El Rodrigo (1793), relato en doce libros precedidos cada uno de una "invocación" cuyo género literario vacila entre la novela histórica y la épica culta. Este romance épico, en prosa y en doce libros, ambientado en el siglo VIII, refleja el tema legendario de la violación de la hija del conde don Julián, la ocupación de España por los musulmanes y el fin del reino visigodo. Sorprende su última obra: El Mirtilo o Los pastores trashumantes (1795). La trama es mínima: Mirtilo, desengañado de la Corte, marcha al campo y cultiva la poesía. Podría ser la última novela pastoril de la literatura española.
Montengón volverá a España en 1800 y traducirá al falso bardo céltico Ossián, pero fue expulsado de nuevo como jesuita en 1801, año en que publicó sus Frioleras eruditas y curiosas para la pública instrucción, y regresó a Nápoles, donde estableció su  residencia y murió. En las Frioleras se encuentran, entre otras cosas, un discurso sobre el buen gusto en las artes y las ciencias, de sesgo neoclásico, cortas disertaciones sobre el sistema económico romano y sobre el politeísmo entre los latinos y breves exposiciones sobre la medición de la latitud y la longitud y sobre curiosidades de la naturaleza, como la obsidiana. De sus últimos años es un poema de épica culta, La conquista de México (1820). 
Entre sus múltiples aportaciones destacan su estilo prerromántico en algunas de sus obras, sus poemas (afectos a la corriente de la poesía filosófica y deudores del estilo de fray Luis de León y Fernando de Herrera) o el modelo de educación innovador que defendió para la época. Tradujo además cuatro tragedias de Sófocles. Su azarosa existencia fue tal vez un acicate para que el llegase a vislumbrar una sociedad justa, fraternal y solidaria, donde coincidían las felicidades del individuo y la república; utopía que trasladó a sus libros.

### Eusebio
La obra más importante de Montengón fue Eusebio, en la que reflejó sus ideas pedagógicas y planteamientos paralelos, en cierta medida, a Rousseau. Esta novela está considerada por algunos críticos como "el Emilio español". En el siglo XVIII este ilustrado llegó a vender 70.000 ejemplares de El Eusebio, todo un bestseller en aquella época. Se consideró a Montengón el Rousseau español.
La importante novela versa sobre la educación de un niño de seis años, Eusebio, que llega a Norteamérica salvado de un naufragio y adoptado por un matrimonio de cuáqueros. Por ellos, aprende del personaje Hardyl el oficio de la cestería y la filosofía de Epicteto. La humildad y austeridad son base del ejercicio de la virtud. 
Luego, Eusebio, prometido a Leocadia, marcha a Europa con Hardyl. En Inglaterra -parte segunda- son víctimas de un robo y se convierten de nuevo en cesteros. La lectura de Séneca alivia una prisión injusta, de la que los libera John Bridge. Eusebio resiste las tentaciones de bellas mujeres. Una representación de Hamlet y otros altercados sirven para comentar las costumbres nuevas con criterio neoclásico: un duelo permite discutir el atraso de España. De Londres marchan a París, en la tercera parte, donde socorren a Adelaida, raptada por un libertino. Desenmascaran la superchería de un falso ciego. Lord Som... prueba la fidelidad de Eusebio por Leocadia y esta muere, legando una fortuna a nuestro protagonista, con la que éste auxilia a Towsend. Descubren un falso fantasma. Viajan a España buscando la herencia de Eusebio, pero unos montañeses hugonotes los secuestran. Quedan libres gracias a su capitán, David Cabalier. 
En España ven malos caminos, predicadores pedantes, precios elevados y universidades estériles. Presencian un lance de honor, en el que un padre acepta un yerno enamorado, liberando a su hija del convento que la esperaba. Un accidente provoca la muerte de Hardyl, que confiesa ser tío carnal de Eusebio. 
En la cuarta parte, Eusebio aprende del pastor Eumeno su historia y estudia la literatura española, hasta que una carta de Leocadia le recuerda su matrimonio, que celebra en América, entre lágrimas y sentimientos. Goza de su nueva vida, redacta sus memorias y educa a su hijo con esmero, confiándolo a una granjera. Una carta de España anima al matrimonio a volver. Aquí son denunciados por un hermanastro de Leocadia. Pierden sus bienes y se hospedan con una miserable anciana. Eusebio retoma su oficio de cestero, pero Lord Harrington les ayuda a regresar a América, donde se reúnen con sus seres queridos.

## Obras

### Verso
- De tota Aristotelaeorum schola sermones quatuor ad Luc. Sextilium, Marsella, 1770.
- Odas, (1778).

### Narrativa en prosa
- Eusebio (1786-88); segunda edición (enmendada) 1807-1808.
- Antenor (1788)
- El Rodrigo (1793)
- Eudoxia, hija de Belisario (1793)
- El Mirtilo o Los pastores trashumantes (1795)

### Varios
- Frioleras eruditas y curiosas para la pública instrucción

### Épica
- La conquista de México (1820).

### Teatro
- Matilde
- El impostor
- Los ociosos
- El avaro enamorado

### Traducciones y Adaptaciones
- Agamemnon, adaptación del Agamenón de Vittorio Alfieri
- Egisto y Clitemnestra, adaptación del Orestes de Vittorio Alfieri
- Antigona y Emon, adaptación de la Antigona de Vittorio Alfieri
- Edipo, adaptación del Edipo de Séneca
- El Edipo, traducción de Sófocles
- La Electra, traducción de Sófocles
- El Filoctetes, traducción de Sófocles
- Fingal, de Ossián (James Macpherson)
- Témora, de Ossián (James Macpherson)

- Datos: Q7159802